# Габрієль Тамаш
Габріє́ль Себа́стьян Та́маш (рум. Gabriel Sebastian Tamaş, * 9 листопада 1983, Брашов, Румунія) — румунський футболіст, захисник. Відомий, зокрема, виступами за збірну Румунії.

## Титули і досягнення
- Чемпіон Румунії (1):

Стяуа: 2014-15
- Володар Кубка Румунії (3):

Динамо (Бухарест): 2002-03, 2004-05
Стяуа: 2014-15
- Володар Кубка румунської ліги (2):

Стяуа: 2014-15, 2015-16
- Володар Суперкубка Румунії (1):

Динамо (Бухарест): 2005
- Володар Кубка Ізраїлю (1):

Хапоель (Хайфа): 2017-18
- Володар Суперкубка Ізраїлю (1):

Хапоель (Хайфа): 2018